# فرسان في الميدان
فرسان في الميدان هو عنوان لبرنامج تلفزيوني كان يبثه تلفزيون السودان من تقديم حمدي بدر الدين جمع بين المطارحة الشعرية والمسابقات والغناء بغرض نشر المعلومة العامة والمعرفة ويخاطب جميع الفئات خاصة الشباب.
وتتطلب المشاركة في الرد على اسئلة البرنامج اطلاع واسع على الأدب والتاريخ والجغرافيا وسائر العلوم والمعارف.

بدأ البرنامج في عام 1981م، وتوقف في عام 1991م. ثم إعيد إنتاجه وتقديمه في عام 2002م. وقد نال شهرة كبيرة في السودان.

## الإنتاج
كان البرنامج من إنتاج شركة أنهار للإنتاج الفني بالتعاون مع القطاع الاقتصادي بالتلفزيون السوداني. وأما النسخة الثانية فقد تم انتاجها وتسجيل حلقاتها بمدينة الإنتاج الإعلامي بالقاهرة.

## شخوص البرنامج
- مقدم البرنامج يشرف على تقديم وسير فقرات البرنامج ويطرح الأسئلة على المتسابقين.
- المتسابقون ويتكونون من فريقين يتنافسون على الإجابة على الاسئلة
- لجنة تحكيم، تختار الفائزين وكانت في بدايات البرنامج تقرأ خيارات الأجوبة.
- جمهور مشجع يشارك في الحلقات.

## طريقة البرنامج
يلقي مقدم البرنامج الأسئلة على المتسابقين للفوز بجوائز نوعية في سهرة تلفزيونة تتخللها فقرات غنائية وتحسب النتائج المحرزة بالأميال للسفر عبر طائرات الخطوط الجوية السودانية نحو عواصم بلدان معينة انطلاقاٌ من الخرطوم فالقاهرة و أثينا و روما وأخيرا لندن. وكل فريق يتمكن من تقديم الإجابة الصحيحة يتقدم عدة أميال نحو تلك المدن.

## موضوعات المسابقة
تتكون الأسئلة من موضوعات ثقافية ومعلومات عامة. وتطرح معها أحيانا خيارات أجوبة. وفي مرحلة لاحقة كانت تتكون المسابقة من مطارحات شعرية.
مقدم البرنامج كان حمدي بدر الدين وكانت لجنة التحكيم تتكون من أدباء مشهورين من بينهم علي المك وفراج الطيب و الحسين الحسن و إبراهيم أحمد عبدالكريم

ومنى محمود و صديق مدثر والرضية آدم. وكان يتم احيانا اختيار المتسابقين من طلاب الجامعات أو من بعض الشعراء والأدباء المعروفين.